# Carnus hemapterus
Carnus hemapterus is een vliegensoort uit de familie van de Carnidae. De wetenschappelijke naam van de soort is voor het eerst geldig gepubliceerd in 1818 door Nitzsch.